# Telèfanes de Sició
Telèfanes (en grec antic: Τηλεφάνης, en llatí: Telephanes) fou un dels dos primers artistes de la pintura que van practicar el monograma.
Plini el Vell diu que aquest estil va ser inventat per Filocles d'Egipte o per Cleantes de Corint, i que Telèfanes i Ardices de Corint només el van perfeccionar.